# Aedes punctifemoris
Aedes punctifemoris är en tvåvingeart som först beskrevs av Frank Ludlow 1921.  Aedes punctifemoris ingår i släktet Aedes och familjen stickmyggor. Inga underarter finns listade i Catalogue of Life.